# Schloss Warthausen

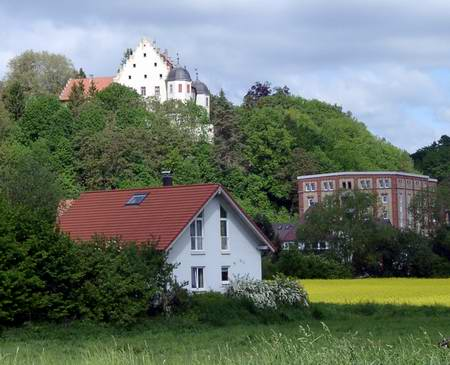
Schloss Warthausen, 2004

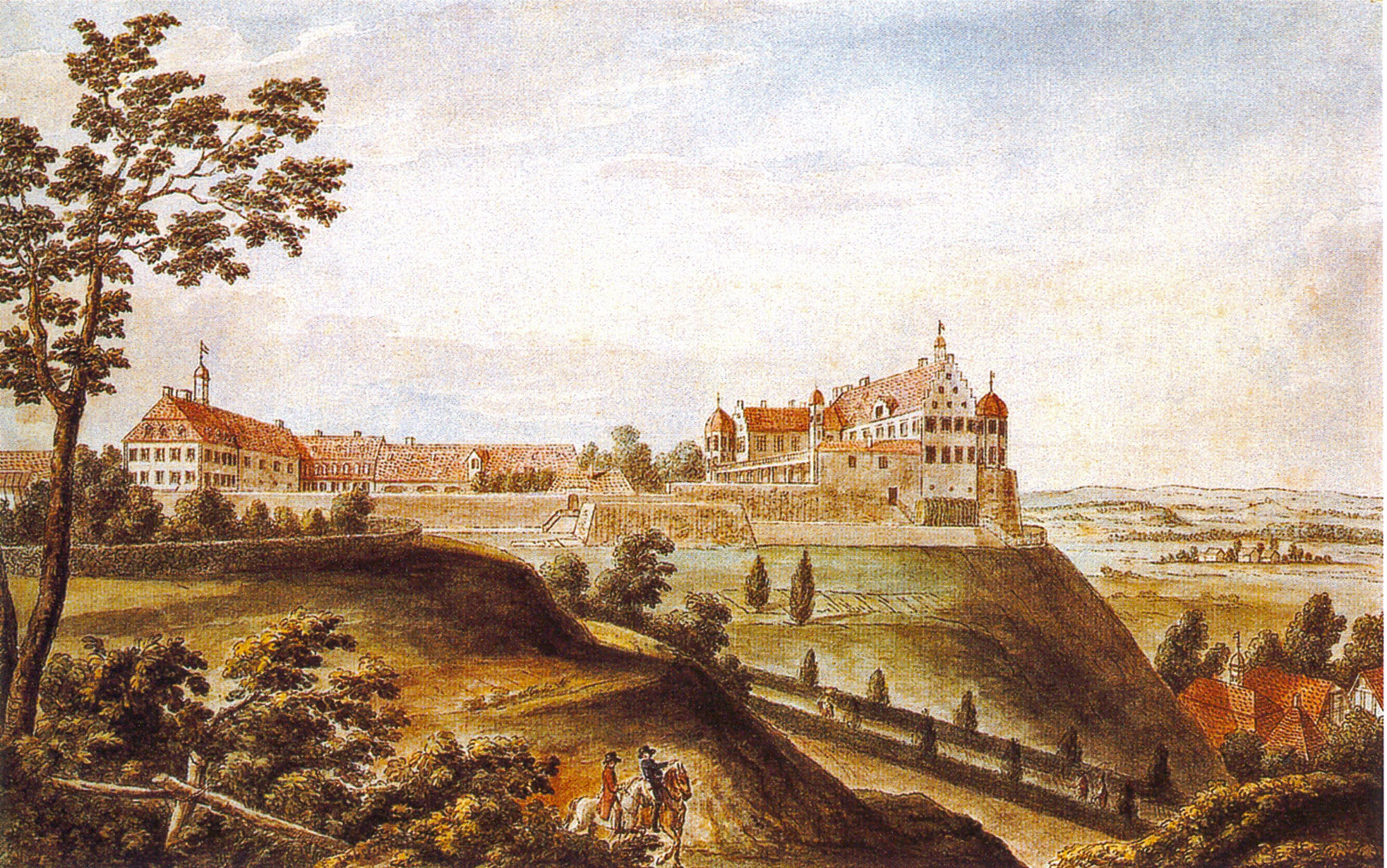
Schloss Warthausen von Johann Heinrich Tischbein (1781)

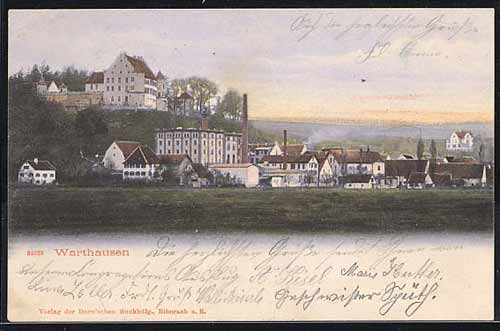
Warthausen, 1905

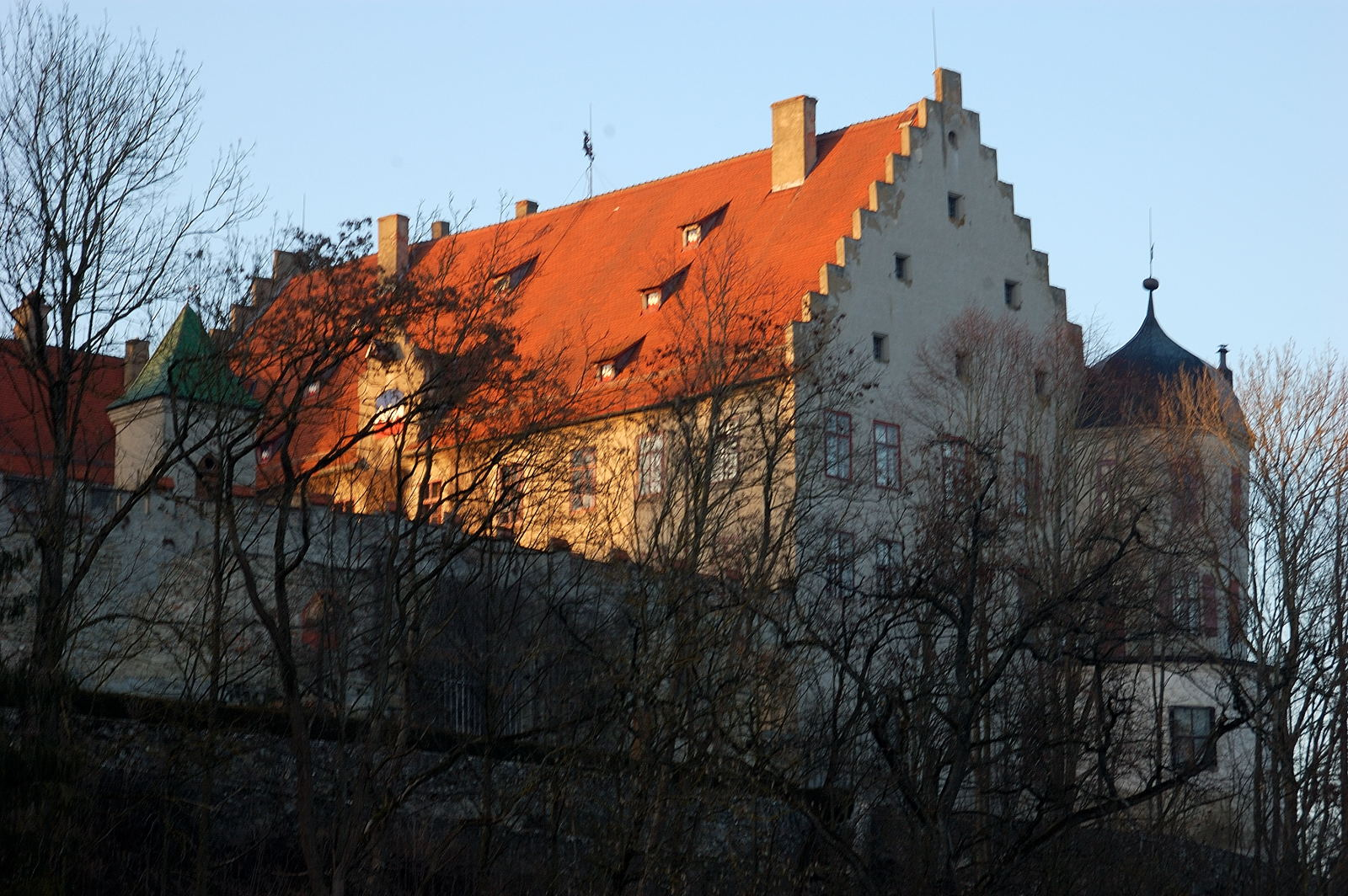
Schloss Warthausen

Schloss Warthausen ist ein Schloss bei Warthausen.

## Geschichte
Die ursprüngliche Burg erscheint urkundlich im Jahr 1168 im Zusammenhang mit dem Verkauf an Kaiser Friedrich Barbarossa. 1339 kam sie in den Besitz des Hauses von Habsburg. 1474 brannte die Anlage nieder und wurde danach wieder aufgebaut.
Reichsritter Hans Schad von Mittelbiberach (1505–1571) erhielt das Gebäude 1529 von den Habsburgern und erweiterte es zwischen 1532 und 1540 zu einem Landschloss. Es brannte 1623 während des Dreißigjährigen Krieges erneut nieder und wurde in den 1620er Jahren im Stil der Renaissance wieder aufgebaut.
Seit 1696 war Schloss Warthausen im Besitz der Grafen von Stadion, bis es und die damit verbundenen erblichen Rechte 1827 an das Land Württemberg übertragen wurde. 1829 ging es an Wilhelm von König-Warthausen über. In der Anlage wohnten viele bekannte Persönlichkeiten, u. a. Graf Anton Heinrich Friedrich von Stadion, Johann Philipp Stadion, Graf von Warthausen, Christoph Martin Wieland, Sophie von La Roche und Friedrich Karl von Koenig-Warthausen. Seit 1985 gehören Gebäude und Grundstück Franz Freiherr von Ulm zu Erbach.

## Beschreibung
Das Schloss liegt nördlich von Warthausen in der Nähe des Flusses Riß. Das Gebäude wurde im süddeutschen Renaissance-Stil erbaut. Es zeigt äußerlich Einflüsse des Frühbarock.
Der Grund wurde im späten 18. Jahrhundert im Englischen Stil durch den Gärtner Brüchner komplett neu gestaltet. Die Parkanlage mit Parterres umfasst knapp 7 Hektar des 40 Hektar großen Grundstücks. Das restliche Gelände mit Seen und Teichen ist durch Alleen in Felder unterteilt.
Die Brauerei Warthausen war am Fuße des Schlossbergs von 1632 bis 1970 in Betrieb. Sie belieferte etwa 400 Gaststätten in Süddeutschland und war eine Touristenattraktion. Das Gebäude wird heute als Altersheim genutzt.
Das Anwesen inspirierte mehrere bekannte Schriftsteller und Dichter, die dorthin von Zeit zu Zeit eingeladen wurden, z. B. Christoph Martin Wieland, einen wichtigen Rokoko-Schriftsteller. Wilhelm von König-Warthausen gab in seinen Werken genaue Darstellungen des Schlosses und seiner Gärten.